# 天神川
天神川（てんじんがわ）は、鳥取県の中部を流れる一級水系の本流。

## 地理
東伯郡三朝町の津黒山を源流とし、倉吉市を経て東伯郡湯梨浜町及び北栄町で日本海に注ぐ一級河川である。2006年（平成18年）4月に、河川法に新たに定められ河川整備の百年の計となる国家計画である「河川整備基本方針」が策定された。国土交通省等により天神川流域の改修が続けられている。
中流には倉吉盆地があり、下流には北条平野・羽合平野がある。これらをまとめて倉吉平野とも呼ぶ。海岸線には北条砂丘がある。これらはいずれも天神川による沖積作用によって形成された平野・砂丘である。

### 語源
かつては「竹田川」と呼ばれた。橋津川へ流れていた下流は、元文年間に北栄町（旧北条町）江北にある天神山（北野天満宮が鎮座する）から東方に続く岩盤の掘削工事によって、橋津で直接日本海へ流れるようになったから、天神山にちなんで「天神川」と呼ばれるようになった。

## 主な支流
- 小鴨川-国府川
- 三徳川-小鹿川-加茂川
- 竹田川（小鴨川との合流地点より上流を指すため、正式名称ではない。）
- 加谷川
- 田代川
- 福本川
- 大谷川

## 主な橋
下西谷橋 - 県道116号線
- 森脇橋
- 新穴鴨橋 - 国道179号線
- 大渡橋
- 安水橋
- 曹源寺橋
- 久原橋
- 大鳥橋
- 恩地橋
- 赤松橋
- 湯谷橋
- 河戸橋 - 県道205号線

- 大原橋
- 竹田橋 - 県道21号線
- 倉吉大橋 - 国道179号線
- 天神川橋梁 （山陰本線）
- 小田橋 - 県道210号線
- 新田橋 - 県道249号線
- 大塚橋
- 天神橋 - 県道320号線
- 新天神橋 - 国道9号線

## かつて存在した橋
- 竹田鉄橋(鉄道橋)（北緯35度26分32.6秒 東経133度50分41.8秒 / 北緯35.442389度 東経133.844944度） - 1985年に廃止された倉吉線倉吉駅と上灘駅の間にあった。鉄橋の遺物は河川改修により消滅[4]。

## 平行する交通

### 鉄道
- 山陰本線

### 道路
- 国道179号